# Rob Reekers
Robert „Rob” Reekers (ur. 7 maja 1966 w Enschede) – holenderski piłkarz występujący na pozycji obrońcy.

## Kariera klubowa
Reekers treningi rozpoczął w zespole KVV Losser. W 1982 roku dołączył do rezerw FC Twente. Spędził w nich trzy lata, a w 1985 roku przeszedł do niemieckiego ASC Schöppingen, grającego w Oberlidze (grupa Westfalen), stanowiącej wówczas trzeci poziom rozgrywek w Niemczech. Spędził tam sezon 1985/1986, a potem przeniósł się do VfL Bochum z Bundesligi. W lidze tej zadebiutował 9 sierpnia 1986 w wygranym 3:1 meczu z 1. FC Köln, a 4 kwietnia 1987 w wygranym 5:0 spotkaniu z Karlsruher SC strzelił swojego pierwszego gola w Bundeslidze. W sezonie 1987/1988 dotarł z zespołem do finału Pucharu Niemiec, a w sezonie 1992/1993 spadł z nim do 2. Bundesligi. W kolejnym awansował jednak z powrotem do Bundesligi. Graczem Bochum był do końca sezonu 1994/1995.
W 1995 roku Reekers odszedł do FC Gütersloh z Regionalligi (grupa West/Südwest). W sezonie 1995/1996 awansował z nim do 2. Bundesligi, zaś w sezonie 1998/1999 spadł do Regionalligi. W 2000 roku zakończył karierę.

## Kariera reprezentacyjna
W reprezentacji Holandii Reekers zadebiutował 16 listopada 1988 w przegranym 0:1 towarzyskim meczu z Włochami. W latach 1988–1989 w drużynie narodowej rozegrał 4 spotkania.